# Éducation et sociétés
Éducation et sociétés est une revue de sociologie de l'éducation à comité de lecture. Elle est semestrielle et paraît depuis 1998.  

## Présentation
La revue est créée par le groupe d'études sociologiques de l'INRP, sous la responsabilité de Jean-Louis Derouet, et co-publiée par l'institut et l'éditeur De Boeck. Le premier numéro paraît au second semestre 1998. Son comité scientifique comprend des représentants de la recherche en sciences de l'éducation belge, française, québécoise et suisse.
La revue propose en version électronique sur le portail cairn.info les numéros à partir de 2001. La revue est gratuite trois ans après la parution des numéros. Elle figure sur la liste de revues de sciences de l'éducation de l'AECSE, sur celle de l'AERES et sur la base ERIH.